# Transcarpatia (regiune istorică)

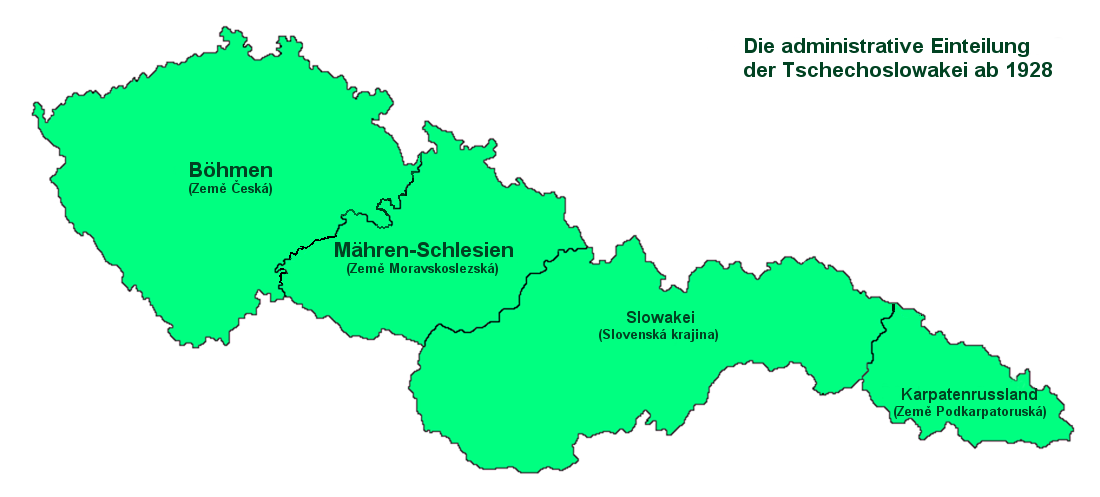
Cehoslovacia din 1928, cu Rutenia Carpatică (în est)

Rutenia Subcarpatică (sau Rutenia Carpatică, sau Ucraina carpatică; în ucraineană Карпатська Україна, transliterat: Karpatska Ukraiina) este o regiune istorică din sud-vestul extrem al Ucrainei de azi, la granița cu: România, Ungaria, Slovacia și Polonia. Regiunea cuprinde partea ucraineană a Carpaților și este cuprinsă în regiunea administrativă contemporană Transcarpatia. Cele mai mari orașe sunt Ujgorod și Muncaci.
Jumătatea de sud-est a făcut parte din Țara Marmației, apoi din comitatul Maramureșului. Rutenia Subcarpatică a fost componentă a Regatului Ungariei, Voievodatului Transilvaniei și Cehoslovaciei. S-a constituit în 1919 și 1939, pe rând, ca Republica Huțulă și ca Stat carpato-ucrainean, fiind în ambele cazuri, desființată și anexată, după caz, de Ungaria sovietică și de cea horthystă. A fost cedată de Cehoslovacia către URSS în 1945 d.C.
|  |  |
|  |  |